# Norwegian Air Shuttle
Norwegian Air Shuttle ASA, conosciuta anche come Norwegian, è una compagnia aerea a basso costo norvegese che opera in ambito sia nazionale che internazionale, la seconda compagnia per grandezza dell'area scandinava dopo Scandinavian Airlines. La sua base principale è l'Aeroporto di Oslo-Gardermoen.
Nel 2016 ha trasportato oltre 30 milioni di persone e nello stesso anno Norwegian si è collocata al primo posto tra le compagnie aeree della Scandinavia e la 8ª compagnia aerea europea.
Dal 2012 Norwegian si è aggiudicata oltre 20 riconoscimenti importanti e 8 di questi durante l'anno 2015 e 2016 tra cui Europe's Best Low-Cost Airline e World's Best Low-Cost Long-Haul Airline assegnati da Skytrax World Airline Awards. Tutti i premi e riconoscimenti vinti durante gli anni sono esposti all'aeroporto di Oslo-Gardemoen nel terminal riservato esclusivamente a Norwegian.
A maggio 2025, Norwegian Air Shuttle opera con 64 aeromobili di tipo Boeing 737-800.
La compagnia opera numerosi voli attraverso le compagnie controllate, quali Norwegian Air International e Norwegian Air Sweden.

## Storia

### Gli inizi
La Norwegian Air Shuttle ASA è stata fondata il 22 gennaio 1993. Le attività iniziali si basavano sull'acquisto di rami di attività della defunta Busy Bee, che era una sussidiaria della compagnia Braathens.
Busy Bee era stata fondata nel 1966 e operava una varietà di voli taxi, cargo, charter e wet lease, questi ultimi a nome della compagnia madre Braathens. Busy Bee fu posta in liquidazione alla fine del 1992, successivamente il Ministero della Difesa norvegese sciolse il suo contratto di noleggio con la società.
Durante i primi nove anni di attività di proprietà indipendente, la Norwegian Air Shuttle ASA si focalizzò sulla fornitura di voli regionali sulla costa occidentale della Norvegia in stretta collaborazione con Braathens, con una flotta di tre Fokker F50.
La scala delle operazioni fu incrementata ed entro il 2002 la società utilizzava sei Fokker F50 per servire gli aeroporti di Haugesund, Kristiansund, Molde, Stavanger e Trondheim a nome della Braathens. Inoltre, la rotta Stavanger-Newcastle era operata come rotta propria-autonoma.
Tra il 2000 e il 2002 la società operò inoltre con elicotteri e aerei ambulanza attraverso la sua controllata Lufttransport AS, che fu successivamente scorporata. La Lufttransport AS è la più grande compagnia di elicotteri ambulanza in Scandinavia.

### Start-up delle operazioni a basso costo
Entro la fine del 2001, la SAS si fuse con la Braathens, unico cliente Norwegian Air Shuttle ASA.
Nei primi mesi del 2002 il CEO di SAS, Jørgen Lindegaard, annunciò pubblicamente che "Secondo il mio modo di vedere, non è naturale che la Norwegian Air Shuttle ASA continui ad operare rotte nella parte occidentale della Norvegia a nome della Braathens al di là del contratto di cui dispone e che scadrà il prossimo autunno. Norwegian Air Shuttle ASA non fa parte dei nostri piani per il futuro per le operazioni aeree in Norvegia".
Di fronte alla chiusura, la Norwegian Air Shuttle ASA rispose rapidamente decidendo di servire direttamente il mercato interno norvegese, che per ragioni topografiche e demografiche è considerato uno dei più grandi mercati di viaggio aereo nella regione nordica.
La Norvegia ha molte forti rotte nazionali tra cui due delle 10 rotte più importanti d'Europa: Oslo-Bergen e Oslo-Trondheim. Combinato con un forte desiderio di una maggiore concorrenza e prezzi più bassi a causa di un rallentamento economico e di un mercato monopolistico interno, l'ingresso sul mercato è stato tempestivo e interessante per l'azienda.
L'eccesso di capacità nel mercato degli aeromobili al momento creò buone opportunità di negoziare accordi di leasing favorevoli, contribuendo a garantire una base di costi competitivi.
Nel corso di un periodo di tre mesi la Norwegian firmò contratti di dry lease di sei aeromobili Boeing 737-300 e aumentò il numero di dipendenti da 110 a 294.
La compagnia ottenne il Certificato di Operatore Aereo (COA) per volare con Boeing 737 il 30 agosto 2002, e il primo volo di linea partì giusto due giorni dopo. L'azienda cominciò ad operare sulle quattro rotte più trafficate in Norvegia, vale a dire le rotte da Oslo a Stavanger, Bergen, Trondheim e Tromsø, in concorrenza frontale con SAS Braathens (ora conosciuta come SAS Norge). Con il desiderio di sottolineare la sua presenza e il "suo spirito libero", la società cambiò il logo e la livrea dei suoi aeromobili: la livrea è adesso con il naso dell'aereo verniciato di rosso e il piano di coda verticale con impressi degli imprenditori ed eroi norvegesi.
La Norwegian continuò ad operare i propri voli commuter con i turboprop per conto della SAS Braathens fino ad aprile 2003. Anche se la società era contrattualmente vincolata a volare fino all'autunno 2003, la SAS Braathens prematuramente rescisse il contratto.
Ancora proprietaria di tre Fokker F50, l'azienda era autorizzata ad operare voli a corto raggio ed operazioni di decollo ed atterraggio corto (STOL) nel nord della Norvegia sulle rotte Tromsø-Lakselv, Tromsø-Andenes e Andenes-Bodø.
La società cessò tutte le operazioni con i Fokker F50 alla fine del 2003, al fine di concentrarsi esclusivamente su operazioni con i jet Boeing 737-300. I tre Fokker F50 rimanenti furono venduti nel corso del primo semestre del 2004.
Durante il primo anno di operazioni con i jet, la Norwegian aprì 13 nuove rotte aggiuntive, che migliorarono notevolmente l'utilizzo della flotta di aeromobili, con una riduzione equivalente di costo per ora di volo e il costo per posto-km.
Norwegian continuò ad espandere la sua rete di collegamenti da tutte le principali città in Norvegia per destinazioni sia nazionali che internazionali, in modo da realizzare ulteriori economie di scala. Dal primo anno completo di operazioni con i Boeing 737 nel 2003 fino al 2007, l'azienda ha aumentato i suoi ricavi del 341%, i suoi aerei del 313%, i passeggeri trasportati del 462% e le rotte servite del 633%.
Fin dall'inizio delle operazioni con i jet, il basso costo è stato un punto focale per l'azienda. Oltre all'utilizzazione efficiente, alle economie di scala e ad una organizzazione snella, uno dei concetti chiave è l'accessibilità semplice e abbordabile dei canali di distribuzione. Il canale di distribuzione principale della società è il suo sito internet, www.norwegian.com, che è tra i suoi vantaggi competitivi, infatti gli investimenti in tecnologia dell'informazione (IT) rimangono una priorità assoluta. Entro il 2008, i costi unitari sono scesi del 39% a partire dal 2003, corretti per il significativo aumento del prezzo del carburante. L'attuale livello di costi è vicino alla metà di quello del suo principale concorrente.
La compagnia divenne pubblica attraverso la quotazione in Borsa il 18 dicembre 2003, e raccolse 250 milioni di NOK con un'offerta che fu un tutto esaurito. A seguito della quotazione presso l'Oslo Stock Exchange, il nome ufficiale della società fu cambiato in Norwegian Air Shuttle ASA. L'azienda continuò ad utilizzare il proprio marchio commerciale Norwegian.

### La storia recente
Nel luglio 2006, la Norwegian Air Shuttle ASA aprì una nuova base presso l'aeroporto di Varsavia-Okęcie. Allo stesso tempo, fu fondata la Norwegian Air Shuttle Polska Sp.zo.o come società operativa che fornisce servizi di marketing e equipaggi alla società madre. La base in Polonia fu istituita al fine di catturare il forte potenziale di crescita in Polonia, considerando anche l'emigrazione intra-europea di lavoratori polacchi e il mercato in crescita per il tempo libero fuori della Polonia. La base fu definitivamente chiusa l'anno seguente.
Nel mese di aprile 2007, la società firmò una lettera di intenti con Finnair per l'acquisizione della loro controllata svedese, la compagnia aerea low cost commercialmente nota come FlyNordic. La transazione fu approvata dalle autorità garanti della concorrenza nel luglio dello stesso anno e la transazione fu completata entro il 31 luglio 2007. L'azienda rinominò FlyNordic in Norwegian.se (formalmente Norwegian Air Shuttle Sweden AB) ed iniziò a sostituire gli 8 MD-80, che erano nella flotta FlyNordic, con dei Boeing 737 per soddisfare le esigenze della società madre in termini di economia di esercizio e affidabilità di funzionamento.
La Norwegian siglò contratti di leasing per 11 Boeing 737-800 nel maggio 2007, subito fece seguito il più grande ordine di aerei europeo dell'anno per 42 Boeing 737-800 HGW (alto peso lordo). Altre cinque locazioni di Boeing 737-800 furono firmati in quell'anno. Questi 58 Boeing 737-800 andarono a sostituire la vecchia flotta in leasing composta da 23 Boeing 737-300 e da 4 MD-80. I primi sette Boeing 737-800 furono ricevuti nel 2008 e le consegne proseguiranno fino a primavera 2016.
Nel tardo autunno del 2007, la società lanciò la banca on-line BankNorwegian AS, conservando il 20% della proprietà. Il programma di fedeltà della compagnia aerea è gestito in collaborazione con la banca.
Nel gennaio 2008, l'azienda lanciò la società telefonica Call Norwegian AS, di cui detiene interamente la proprietà. La società fornirà connettività Internet a bordo dei nuovi Boeing 737-800 della compagnia aerea e nei principali aeroporti serviti da Norwegian.
Dopo il crollo di una compagnia aerea concorrente con sede a Copenaghen nel mese di ottobre 2008 (la Sterling Airlines), la Norwegian annunciò l'apertura di una nuova base a Copenaghen Kastrup. L'annuncio fu fatto meno di 14 ore dopo il fallimento, e il primo volo partì da Copenaghen nello stesso pomeriggio. A maggio 2009, la Norwegian operava 23 rotte dalla base danese.
A partire da ottobre 2015 sono state annunciate nuove rotte da Madrid, Barcellona e Malaga verso le Isole Canarie (Gran Canaria, Fuerteventura e Tenerife).
Nel 2016 Norwegian ha trasportato 26 milioni di passeggeri.
Il 6 aprile 2017 un comunicato stampa ufficiale di Norwegian annuncia nuovi collegamenti con gli aeroporti di Denver e Seattle da Londra-Gatwick a partire da settembre, confermando sempre di più l'aggressiva presenza di Norwegian negli Stati Uniti.
Nel gennaio 2021, Norwegian e le sue filiali hanno iniziato a ridurre le loro flotte restituendo diversi aeromobili, tra cui Boeing 787 a lungo raggio, ai rispettivi locatori. Il 14 gennaio 2021, Norwegian ha annunciato che avrebbe interrotto tutti i servizi a lungo raggio per concentrarsi su una rete di rotte europee.

## Identità aziendale

### Dati di traffico
Gli indicatori chiave della compagnia vengono mostrati nella tabella qui di seguito:

### Controllate
Controllate attuali
- Norwegian Air Sweden è stata fondata nel luglio 2018 con un proprio certificato di operatore aereo, con l'obiettivo di ottenere più diritti di volo dagli aeroporti svedesi. Opera per conto di Norwegian da tutte le basi in Svezia.[6]

Controllate del passato
- Norwegian Air Argentina era una compagnia basata all'aeroporto Jorge Newbery di Buenos Aires, da cui raggiungeva altre 8 destinazioni in Argentina. Fondata nel 2017, ha iniziato le operazioni nell'ottobre 2018, venendo chiusa nel dicembre 2019 per essere venduta a JetSmart;[7]
- Norwegian Air International era una filiale registrata interamente in Irlanda, che dal 2014 operava alcuni dei Boeing 737-800 del gruppo e dal 2017 anche Boeing 787. Ad aprile 2021 è stata chiusa, con l'ultimo dei suoi aerei trasferito a Norwegian Air Sweden;[8]
- Norwegian Air Norway ha iniziato le operazioni nel giugno 2013, appena dopo aver ricevuto un COA emesso in Norvegia. Era basata all'aeroporto di Oslo ed ha sempre avuto in flotta un unico Boeing 737-800, che da dicembre 2023 è tornato a Norwegian Air Shuttle;[9]
- Norwegian Air UK era una controllata inglese basata a Londra Gatwick, che dal 2015 operava una flotta di Boeing 787-9 verso destinazioni di lungo raggio in Asia, Nord America e Sud America. Ha terminato le operazioni nel gennaio 2021;[10]
- Norwegian Long Haul si occupava della maggior parte dei voli di lungo raggio del gruppo, con una flotta di Boeing 787-8 e 787-9. Ha effettuato il proprio volo inaugurale il 30 maggio 2013, mentre ha terminato le attività nel gennaio 2021, quando Norwegian ha deciso di abbandonare i voli intercontinentali per ridurre l'impatto economico della pandemia di COVID-19.[10]

### Livree
Sulla deriva della maggior parte degli aerei è dipinto un importante personaggio principalmente norvegese:
- Jørn Utzon, LN-DYU
- Gustav Vigeland, LN-NOO
- Fridtjof Nansen, LN-KKF
- Gidsken Jakobsen, LN-KKG
- Otto Sverdrup, LN-KKH
- Helge Ingstad, LN-KKI
- Sonja Henie, LN-KKJ
- Roald Amundsen, LN-KKL
- Thor Heyerdahl, LN-KKM
- Sigrid Undset, LN-KKN
- Henrik Ibsen, LN-KKO
- Kirsten Flagstad, LN-KKP
- Alf Prøysen, LN-KKQ
- Gunnar Sønsteby, LN-NGG
- Sonja Henie, LN-LNA
- Benito Pérez Galdós EI-FVS (Scrittore spagnolo)[12]
- Santiago Ramón y Cajal LN-DYF (Medico Spagnolo, Premio Nobel per la medicina nel 1906)[13]
- Miguel de Cervantes EI-FJD (Scrittore spagnolo)[14]
- Freddie Mercury (Cantautore britannico leader dei Queen)[15] in estate 2017 su un Boeing 787 Dreamliner (G-CKNA) e entro fine 2017 su un Boeing 737-800 (EI-FVX)
- Paco de Lucía G-CKOG (Chitarrista e compositore spagnolo)[16]
- Grazia Deledda (Scrittrice Sarda. Prima donna italiana a vincere il Premio Nobel (Letteratura, 1926).[17]

## Flotta

### Flotta attuale

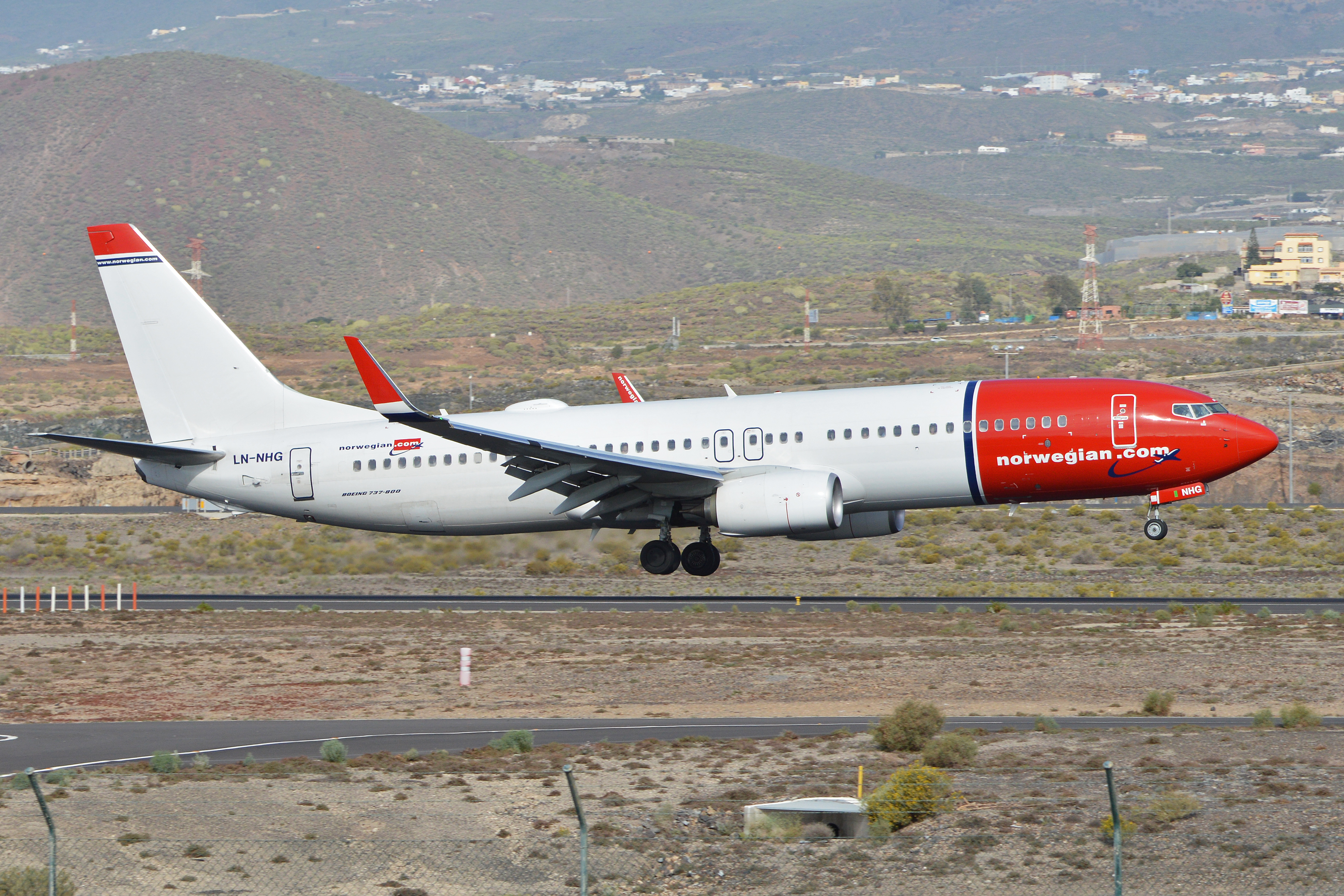
Un Boeing 737-800 di Norwegian Air Shuttle.

A maggio 2025 la flotta di Norwegian Air Shuttle è composta dai seguenti aeromobili:

### Flotta storica

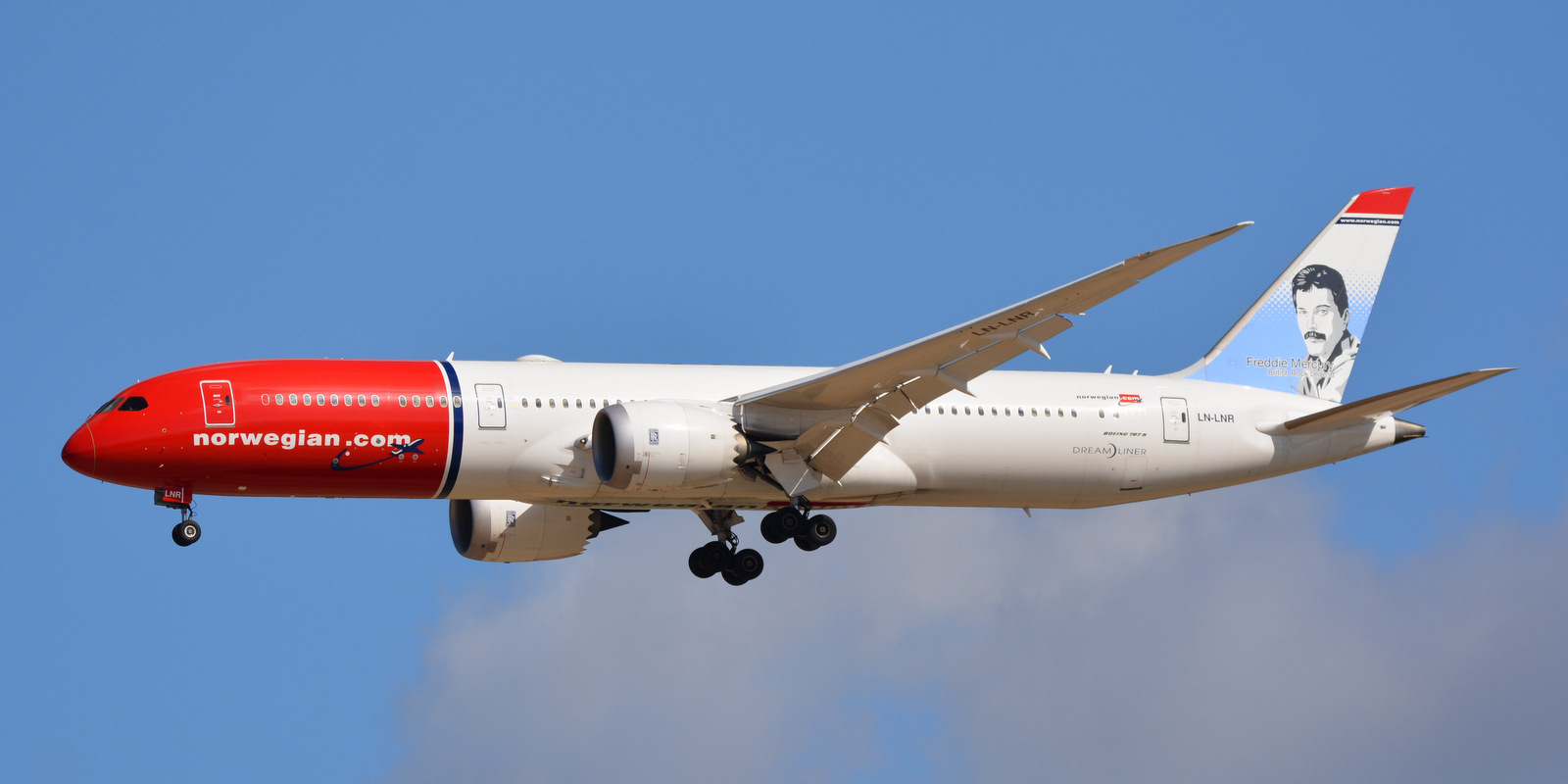
Un Boeing 787-9 di Norwegian Long Haul.

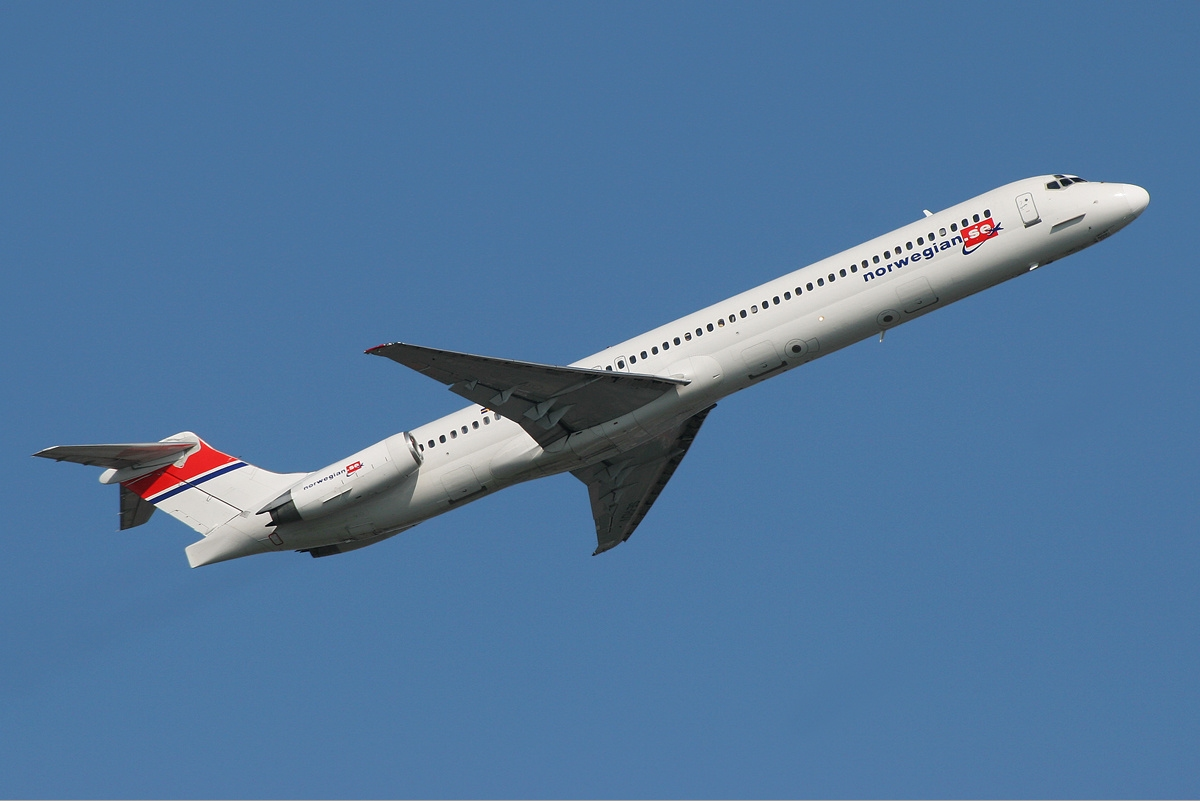
Un McDonnell Douglas MD-83 di Norwegian Air Shuttle.

Norwegian Air Shuttle e le controllate operavano in precedenza con i seguenti aeromobili: